# Водена пара
Водена пара (лат. aqueous vapor), је гасни облик воде. Водена пара је једно од агрегатних стања воденог циклуса у хидросфери. Водена пара настаје евапорацијом (испаравањем) или кључањем воде или сублимацијом леда. При нормалним атмосферским условима, водена пара континуирано настаје услед евапорације, а нестаје кондензацијом. За разлику од других облика воде, водена пара је невидљива. Под типичним атмосферским условима, водена пара се непрекидно ствара испаравањем а укида кондензацијом. Мање је густа од ваздуха и узрокује конвекцијске струје које формирају облаке.
С обзиром на то да је компонента хидролошког циклуса и Земљине хидросфере, посебно је обилна у Земљиној атмосфери где је такође моћан стакленички гас заједно са осталим гасовима попут угљен диоксида и метана. Кориштење водене паре, као паре, било је важно људима за кување и као важна компонента у системима производње енергије и транспорта од индустријске револуције.
Релативно је чест чинилац атмосфере, присутан чак и у соларној атмосфери као и на свакој планети у Сунчевом систему и већини астрономских објеката укључујући природне сателите, комете и чак велике астероиде.

## Особине

### Испаравање
Када водени молекул напусти површину и дифузује у околни гас, каже се да је испарио. Сваки водени молекул који прелази између више повезаних (течности) и мање повезаних (пара/гас) стања ради то преко апсорпције или отпуштања кинетичке енергије. Мера трансфера ове енергије се дефинише као топлотна енергија и дешава се само када постоји разлика у температури молекула воде. Течна вода која постане водена пара узима део топлоте са собом, у процесу који се назива „хлађење испаравањем”. Količina vodene pare u ваздуху otkriva koliko često će se molekula vratiti na površinu. Kada se desi mrežno isparavanje, telo vode će biti podvrgnuto mrežnom hlađenju direktno proporcionalno gubitku vode.
У САД, Национална метереолошка служба мери стопе евапорације изс стандардизоване „посуде” са отвореном воденом површином на отвореном, на разним локацијама широм земље. И други то чине широм света. Подаци из САД се прикупљају и компајлирају у годишњу мапу испаравања. Мерења се крећу од испод 30 до преко 120 инча годишње. Формуле се могу користити за израчунавање брзине испаравања са водене површине као што је базен. У неким земљама стопа испаравања далеко премашује стопу падавина.
Испаравање хлађењем је ограничено атмосферским условима. Влажност је количина водене паре у ваздуху. Садржај паре у ваздуху мери се уређајима који су познати као хигрометри. Мерења се обично исказују као специфична влажност или проценат релативне влажности. Температуре атмосфере и водене површине одређују равнотежу притиска паре; 100% релативна влажност дешава се када је парцијални притисак водене паре једнак равнотежи притиска паре. Ово стање се често назива потпуно засићеност. Влажност има опсег од 0 грама по метру кубном у сувом ваздуху до 30 грама по метру кубном када је пара засићена на 30 °.
(Такође погледајте табелу апсолутне влажности)

### Сублимација
Сублимација је појава када молекули воде директно напуштају површину или лед без претходног претварања у течну воду. Сублимација представља споро зимско нестајање леда и снега на температурама прениским да би узроковале отопљавање. Антарктик показује овај ефект на уникатан начин јер је досад континент са најнижим нивоом преципитације на Земљи. Као резултат, постоје велика подручја где су миленијски слојеви снега сублиминирали, остављајући за собом разне неиспарљиве материјале које су у себи садржавали. Ово је екстремно важно за одређене научне дисциплине, драматичан пример је колекција метеорита који су остали откривени у великим бројевима и одличним стањима очуваности.
Сублимација је важна у припреми одређених група биолошких узорака за испитивање електронским микроскопом. Типично, узорци се припремају криофиксацијом и замрзнутим преломом, након чега сломљена површина има замрзнуте мрље, које су еродирале утицајем вакуума док не покажу захтевани ниво детаља. Ова техника може приказивати протеинске молекуле, структуре органеле и липидне двослојеве са веома малим степеном дисторзије.

### Кондензација
Водена пара се кондензује на другу површину само ако је та површина хладнија од тачке кондензације, или када је притисак засићене паре у зраку премашен. Када водена пара кондензује на површини, мрежно грејање се дешава на тој површини. Молекули воде додају топлотну енергију са тим. Заузврат, температура атмосфере благо пада. У атмосфери, кондензација производи облаке, маглу и преципитацију. Тачка кондензације дела ваздуха је температура на коју се мора охладити пре него водена пара у ваздуху почне да се кондензује, завршивши као тип воде или кише.
Такође, мрежна кондензација водене паре дешава се на површинама где је температура површине на или испод температуре кондензације атмосфере. Депозиција је фаза прелаза одвојена од кондензације која доводи до директне формације леда од водене паре. Мраз и снег су примери депозиције.

### Хемијске реакције
Доста хемијских реакција има воду као производ. Ако се реакције дешавају на температурама вишим од тачке кондензације спољног ваздуха, вода ће се формирати као пара и повећати локалну влажност, ако је испод тачке кондензације, десиће се локална кондензација. Типичне реакције које резултирају у формирању воде су горење водоника или угљоводоника у ваздуху или осталим смесама гаса које укључују кисеоник, или као резултат реакција са оксидизерима.
У сличном стилу остале хемијске или физичке реакције могу се десити са присуством водене паре које паре нове хемикалије као што су рђа на жељезу или челику, полимеризација (одређене полиуретанске пене и цијаноакрилатна лепила са излагањем атмосферској влажности) или форме које се мењају попут случаја где анхидрозне хемикалије могу апсорбовати довољно влаге да направе кристалну структуру или измене постојећу, што понекад доведе до карактеристичне промене у боји која може бити кориштена за мерење.

### Мерења
Мерење количине водене влаге у медију може се вршити директно или удаљено са различитим степенима тачности. Удаљене методе попут електромагнетна апсорпција могуће су са сателита изнад атмосфере планета. Директне методе могу користити електронске претвараче, влажне термометре или хигроскопске материјале који мере промене у физичким особинама и димензијама.
|                                        | медијум              | опсег температуре (степен ) | мерна несигурност        | типична фреквенција мерења             | цена система     | белешке                                                                                       |
| -------------------------------------- | -------------------- | --------------------------- | ------------------------ | -------------------------------------- | ---------------- | --------------------------------------------------------------------------------------------- |
| слинг психрометар                      | ваздух               | −10 до 50                   | ниска до умерена         | по сату                                | ниска            |                                                                                               |
| спектроскопија заснована на сателитима | ваздух               | −80 до 60                   | ниска                    |                                        | веома висока     |                                                                                               |
| капацитивни сензор                     | ваздух/гасови        | −40 до 50                   | умерена                  | 2 до 0,05                              | средња           | склони да постану засићени / контаминирани током времена                                      |
| загрејани капацитивни сензор           | ваздух/гасови        | −15 до 50                   | умерена до ниска         | 2 до 0,05 (зависи од температуре)      | средња до висока | склони да постану засићени / контаминирани током времена                                      |
| отпорни сензор                         | ваздух/гасови        | −10 до 50                   | умерена                  | 60 секунди                             | средња           | склони да буду контаминирани                                                                  |
| литијум-хлорид ћелија                  | ваздух               | −30 до 50                   | умерена                  | непрекидно                             | средња           |                                                                                               |
| Кобалт() хлорид                        | ваздух/гасови        | 0 до 50                     | висока                   | 5 минута                               | веома ниска      | често се користи као детектор влажности                                                       |
| апсорпцијска спектроскопија            | ваздух/гасови        |                             | умерена                  |                                        | висока           |                                                                                               |
| алуминијум-оксид                       | ваздух/гасови        |                             | умерена                  |                                        | средња           |                                                                                               |
| силицијум-оксид                        | ваздух/гасови        |                             | умерена                  |                                        | средња           |                                                                                               |
| пиезоелектрична сорпција               | ваздух/гасови        |                             | умерена                  |                                        | средња           |                                                                                               |
| електролитик                           | ваздух/гасови        |                             | умерена                  |                                        | средња           |                                                                                               |
| тензија длаке                          | ваздух               | 0 до 40                     | висока                   | непрекидно                             | ниска до средња  | Утиче температура. Угрожени продуженим високим концентрацијама                                |
| нефелометар                            | ваздух/остали гасови |                             | ниска                    |                                        | веома висока     |                                                                                               |
| Голдбитерова кожа                      | ваздух               | −20 до 30                   | умерена (са корекцијама) | споро, спорије на ниским температурама | ниска            | реф:                                                                                          |
| Лиман-алфа                             |                      |                             |                          | висока фреквенција                     | висока           |                                                                                               |
| гравиметрички хигрометар               |                      |                             | веома ниска              |                                        | веома висока     | често позиван примарни извор, национални независни стандарди развијени у САД, УК, ЕУ & Јапану |